# دوسر سيرسي
الدوسر السيرسي (الاسم العلمي: Aegilops searsii) نوع نباتي يتبع جنس الدوسر من الفصيلة النجيلية. 

## الموئل والانتشار
موطنه بلاد الشام.

## مرادفات للاسم العلمي
- (باللاتينية: Sitopsis searsii (Hammer) Á. Löve)